# Silk (filme)
Silk (br: Paixão Proibida; pt: Seda) é uma adaptação do livro Silk do autor italiano, Alessandro Baricco. O filme foi dirigido por François Girard.
As filmagens foram feita na cidade de Sakata, Japão e na vila de Sermoneta, Italia.

## Sinopse
Herve Jancour achava que seria feliz para sempre ao lado da amada Helene. Mas estava enganado. A próspera indústria da seda européia é atingida por uma praga, e ele terá que fazer uma perigosa viagem ao Japão para negociar a mercadoria em uma ilha misteriosa e lendária. Sua jornada o levará ao temido barão local, Hara Jubei - e também à sua concubina, garota misteriosa e dona de uma beleza impressionante. Ela não tem nome. Eles não falam a mesma língua. Mas algo acontece entre os dois que vai mudar a vida de Herve. Por mais que tente, ele não consegue esquecê-la.

## Elenco
- Sei Ashina - A Garota
- Michael Pitt - Hervé Joncour
- Keira Knightley - Hélène Joncour
- Alfred Molina - Baldabiou
- Miki Nakatani - Madame Blanche
- Koji Yakusho - Hara Jubei
- Callum Keith Rennie - Schuyler
- Mark Rendall - Ludovic Berbek